# 振东乡
振东乡是中国江苏省盐城市滨海县下辖的一个乡。

## 行政区划
振东乡下辖以下行政区：
振东村、干河村、合心村、滨东村、滨兴村、新东村、头庄村、龙潭港村、侉二村、板桥村、陈港村、木楼村、老堆村、洋口村、扁担港村